# William Anderson Weymouth
William Anderson Weymouth (Launceston, Tasmania; 24 de marzo de 1841 - Hobart, Tasmania; 24 de mayo de 1928) fue un botánico aficionado distinguido australiano. Trabajó como asesor de seguros con la National Mutual Insurance Company. En 1887 él comenzó a recoger los musgos y líquenes, enviarlos a varios briólogos europeos incluyendo Antonio Jatta en Italia, y Viktor Ferdinand Brotherus en Finlandia. Jatta nombró una especie de liquen en honor de Weymouth llamado Ochrolechia weymouthii y Brotherus nombró el género de musgos Weymouthia.
Weymouth publicó varios trabajos sobre los musgos de Tasmania.

## Publicaciones
El publicó un número de artículo de briofitas de Tasmania en 1893 y 1894-1895, incluidos:
- Weymouth, William Anderson (1894) "Some Additions to the Moss Flora of Tasmania", Papers and Proceedings of the Royal Society of Tasmania[4]
- Weymouth, William Anderson and Rodway, Leonard (1921) "Bryophyte notes", Papers and Proceedings of the Royal Society of Tasmania, pp. 173-175[5]
- La abreviatura «Weym.» se emplea para indicar a William Anderson Weymouth como autoridad en la descripción y clasificación científica de los vegetales.[6]